# Elektrogradiënt
Met de elektrogradiënt wordt in de celbiologie het potentiaalverschil of ladingsverschil bedoeld tussen twee vloeistoffen, die door een semipermeabel membraan worden gescheiden. Door het verschil in lading zullen geladen deeltjes, ionen en anionen, zich gaan verdelen over de vloeistoffen waardoor het verschil kleiner wordt of zelfs verdwijnt.